# Alois Estermann

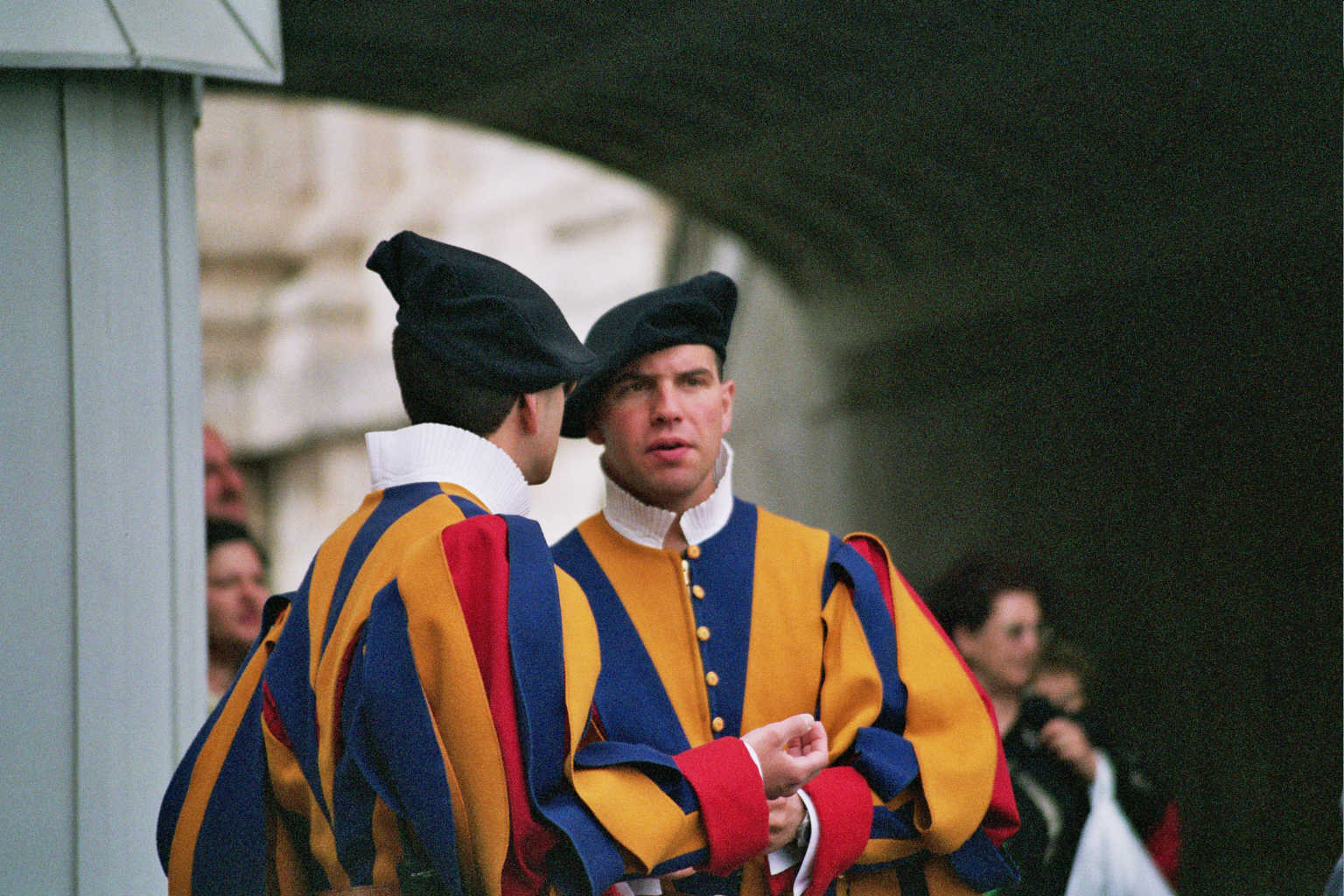
De Zwitserse Garde

Alois Estermann (Gunzwil, 29 oktober 1954 - Vaticaanstad, 4 mei 1998) was een commandant van de Zwitserse Garde die in 1998 werd vermoord in zijn appartement in Vaticaanstad.
Estermann was in 1977 in dienst getreden bij de Garde en was een van de gardisten die met gevaar voor eigen leven optraden toen op 13 mei 1981 Mehmet Ali Ağca een aanslag pleegde op het leven van paus Johannes Paulus II. Hij werd op 4 mei 1998 benoemd tot commandant van de Garde. Op diezelfde dag werd hij vermoord.
Volgens de officiële lezing van het Vaticaan werden Estermann en zijn vrouw, Gladys Meza Romero, vermoord door de jonge Gardist Guard Cédric Tornay, die kort na de vermeende daad zelfmoord zou hebben gepleegd. Estermann zou enkele dagen voor zijn dood Tornay een disciplinaire straf hebben opgelegd en hem hebben gepasseerd voor de onderscheiding die gardisten traditiegetrouw krijgen, na drie jaren dienst in de Zwitserse Garde. Hierover zou Tornay zo gepikeerd zijn geweest dat het een motief voor de daad opleverde.
Meteen na de bekendmaking van dit nieuws, ontstonden geruchten over de werkelijke toedracht van deze tragedie. Markus Wolf, voormalig adjunct van de Oost-Duitse Stasi meldde dat Estermann sinds 1977 een geheim agent van de Stasi was geweest. Volgens een tekst die zou zijn opgesteld door een groep geestelijken en leken uit het Vaticaan die niet langer willen zwijgen over de waarheid in het Vaticaan zou de moord het gevolg zijn geweest tussen facties van Opus Dei en de Vrijmetselarij binnen het Vaticaan. Zeker is dat aan dit soort geruchten werd bijgedragen door de weigering van het Vaticaan om de Italiaanse politie bij het onderzoek te betrekken. De Britse onderzoeksjournalist John Follain publiceerde in 2006 een boek over deze zaak. Na uitvoerige gesprekken met talloze insiders concludeert hij dat Tornay en Estermann vermoedellijk een relatie hadden gehad. Toen Estermann later een relatie aanknoopte met een andere gardist en hij bovendien weigerde om Tornay zijn medaille uit te reiken, zou deze in een mengeling van kwaadheid en jaloezie tot zijn daad zijn gekomen.